# Suchitoto
Suchitoto is een gemeente in het departement Cuscatlán in El Salvador.
De gemeente heeft een oppervlakte van 329 km² en is gelegen op 390 hoogte aan de zuidoever van de Lemparivier en nabij het kunstmatige Suchitlánmeer dat 135 km2 groot is. De stad werd gesticht door de Pipil die later door de Spanjaarden verslagen werden.
De Iglesia de Santa Lucia werd gebouwd in 1853 en was een van de eerste republikeinse kerken in het land.
Suchitoto was een zeer belangrijke stad tijdens de kolonisatie, sommige voormalige presidenten werden geboren in deze stad, bekende dichters en de filmmaker Alejandro Coto, verantwoordelijk voor de culturele beweging in de stad en wiens huis nu een museum is. Hij startte een permanent kunst- en cultuurfestival in de stad.

## Bezienswaardigheden
- Ciudad Vieja, een archeologische site 10 km ten zuiden van Suchetoto, de eerste locatie van San Salvador
- Casa Museo de Alejandro Cotto, het gebroortehuis en museum van filmmaker Alejandro Cotto
- Hacienda Colima, een hacienda gebouwd omstreeks 1773
- Museo Comunitario "La Memoria Vive"
- Museo de la Moneda

## Natuur
- Lago de Suchitlán - Puerto San Juan, Het reservoir van de Central Hidroeléctrica Cerrón Grande
- Cerro Guazapa, ecologisch gebied met overblijfselen van de burgeroorlog in de jaren 1980
- Cascada Los Tercios, een waterval met een hoogte van 10 meter

## Bekende inwoners
- Pío Romero Bosque (1860 - 1935), president van El Salvador (1927-1931).
- Alfonso Quiñónez Molina (1874 - 1950), president van El Salvador (1914-1915), (1918-1919) y (1923-1927).
- Arturo Araujo (1878 - 1967), president van El Salvador (1931-1931).
- Juan Cotto (1900 - 1938), dichter en journalist
- Luis Melgar Brizuela (1943), dichter en schrijver.[3]
- José Luis Escobar Alas (1959), Aartsbisschop van San Salvador.
- Alejandro Cotto (1928 -2015), cineast en cultureel promotor

## Fotogalerij

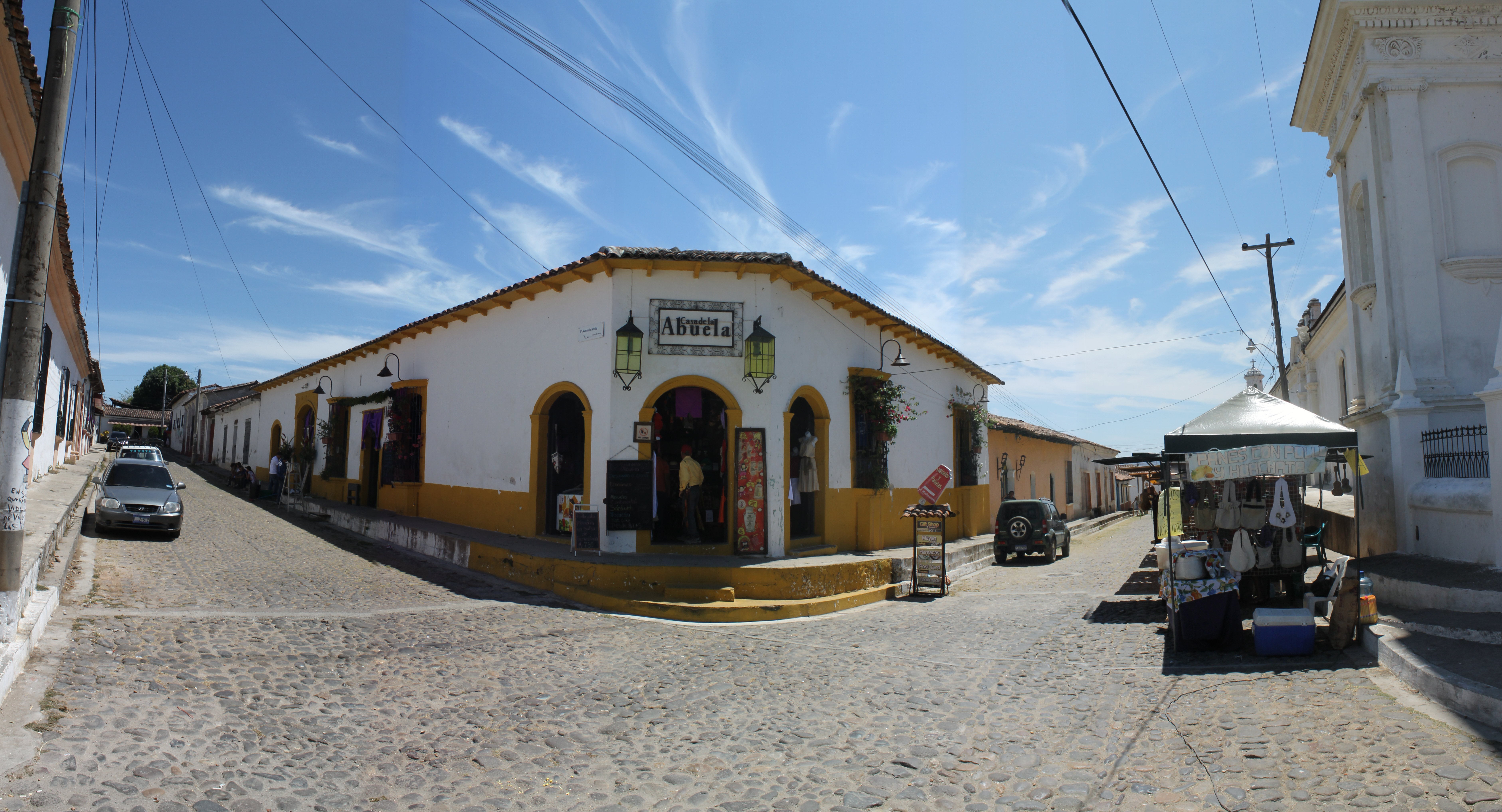
Straat in Sochito
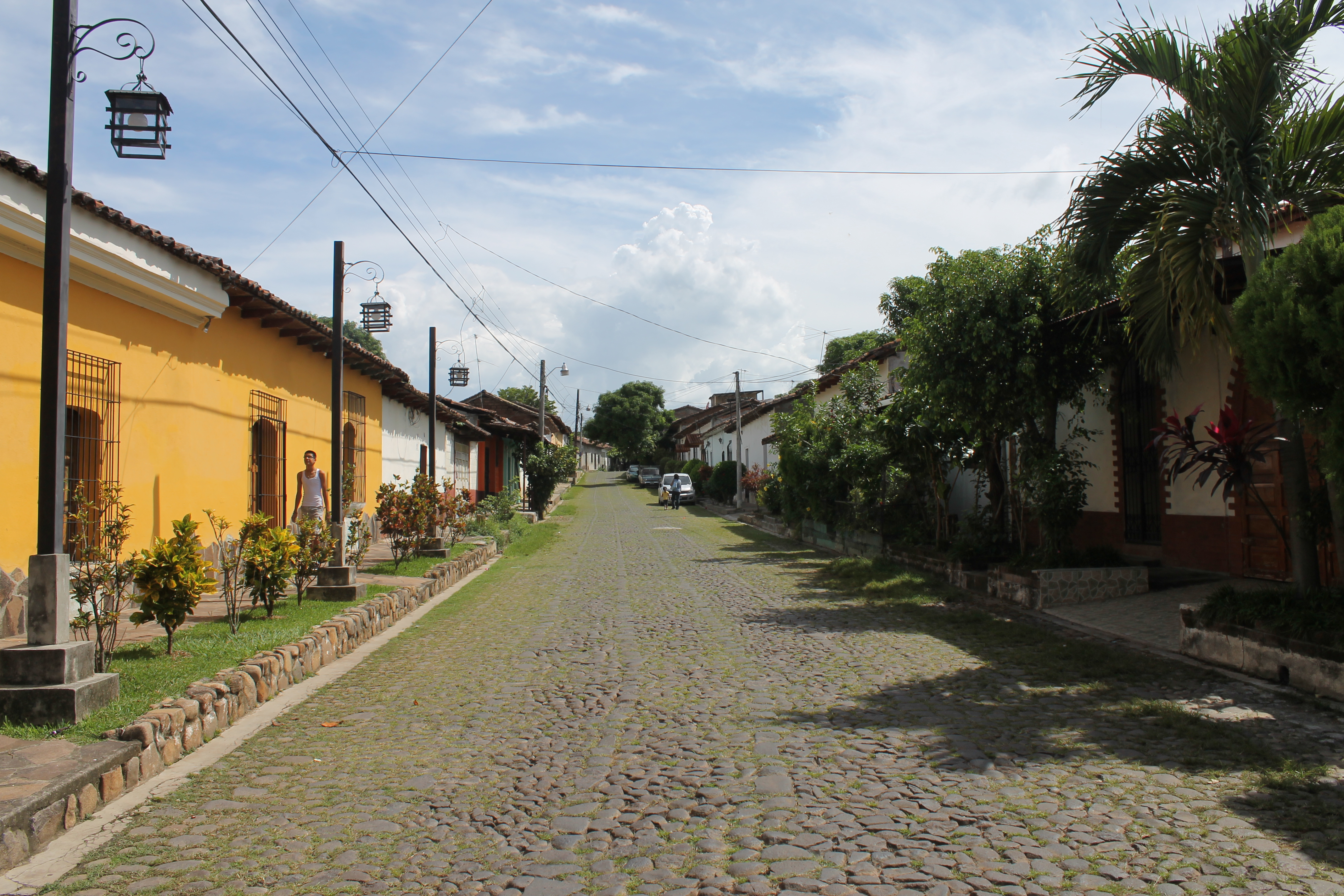
Straat in Sochito
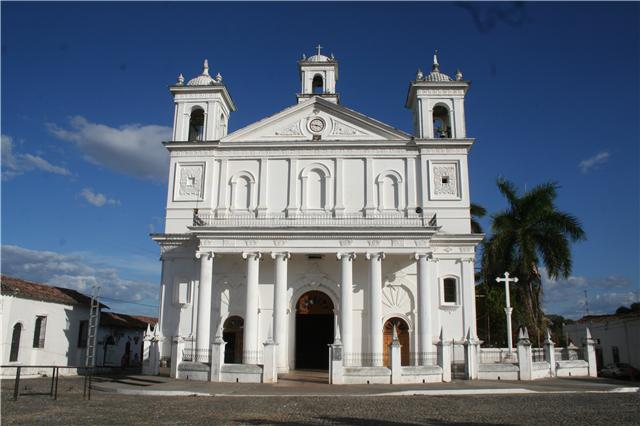
Iglesia de Santa Lucia
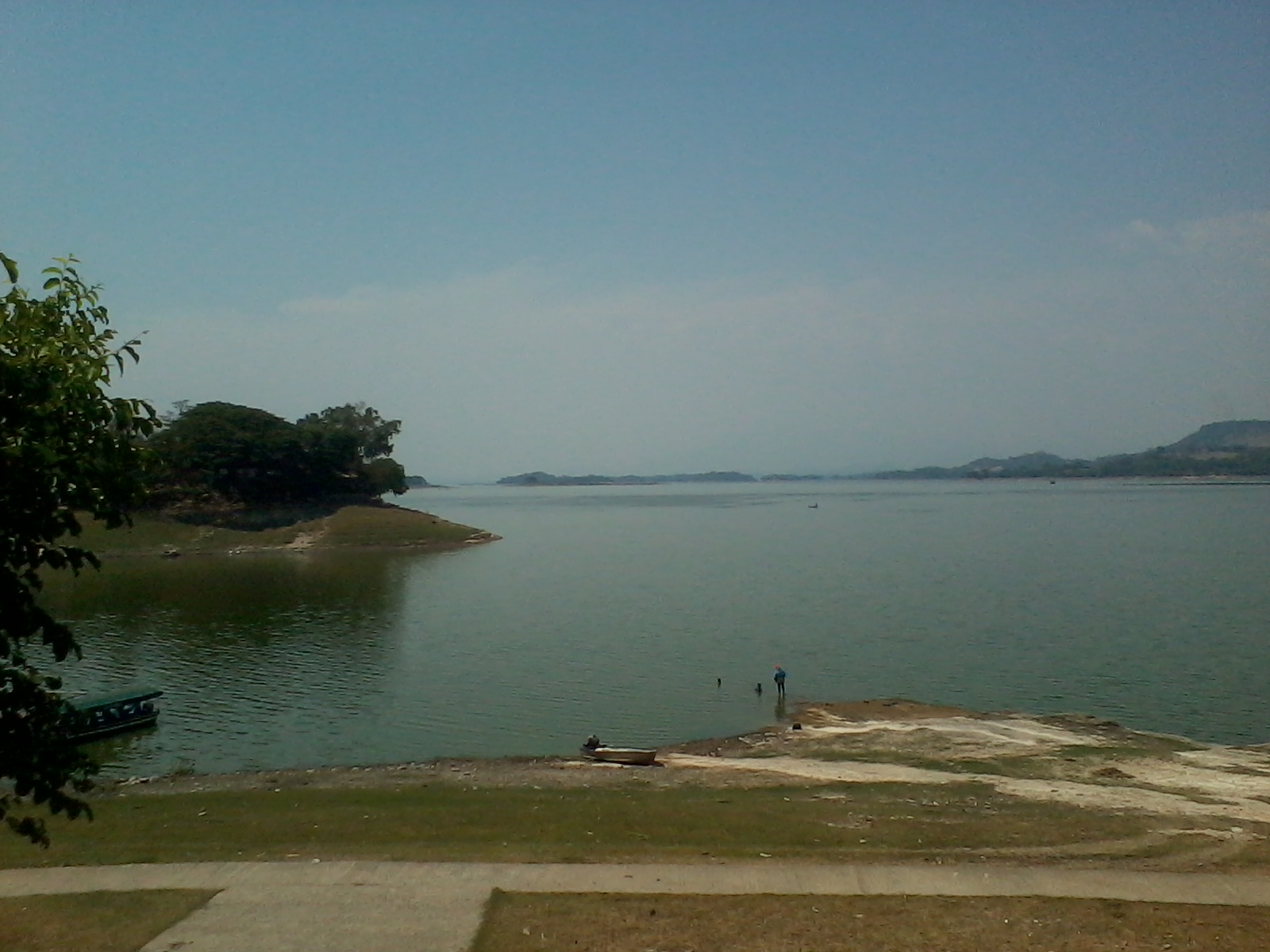
Zicht op het Lago de Suchitlán
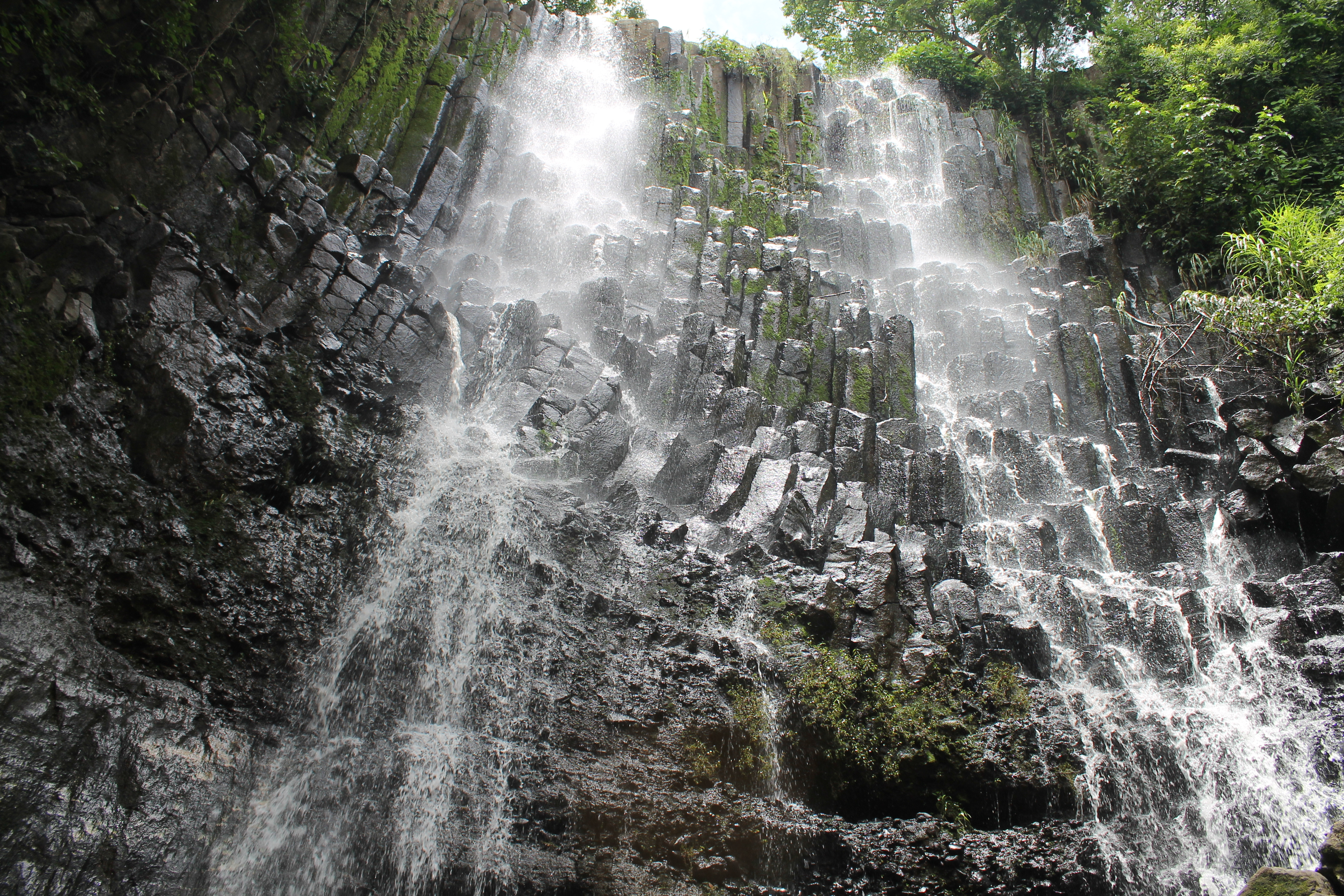
Cascade Los Tercios